# 28831 Abu-Alshaikh
28831 Abu-Alshaikh è un asteroide della fascia principale. Scoperto nel 2000, presenta un'orbita caratterizzata da un semiasse maggiore pari a 2,7583310 UA e da un'eccentricità di 0,0331023, inclinata di 3,83457° rispetto all'eclittica.